# Le Retour de Cixi

Le Retour de Cixi (瀛台泣血) est un film hongkongais réalisé par Li Han-hsiang et sorti en 1976. Avec Cixi, l'Impératrice douairière dont il est la suite, il est considéré comme l'un des films-phares de cette période de la carrière de Li.
Il fut tourné en même temps que Cixi, l'Impératrice douairière. Consideré comme étant peut-être le film le plus remarquable de 1976 à Hong Kong par le Variety International Film Guide, il s'avéra un échec commercial.

## Synopsis
Après la défaite de l'empire face aux barbares de l'est lors de la guerre de 1895 , le jeune et influençable empereur Guangxu se lance dans une frénésie de réformes inspirées par des conseillers extrémistes dogmatiques, notamment Tan Si-tong et Kang You-wei.
Il faudra toute l'habileté de la vénérable impératrice douairière pour reprendre une nouvelle fois les affaires du pays en mains et rétablir la situation.

## Fiche technique
- Titre français : Le Retour de Cixi[3]
- Titre original : Yíng tái qì xuè, 瀛台泣血
- Titre anglais : The Last Tempest
- Réalisation : Li Han-hsiang
- Photographie :  Lin Hua-chao
- Musique : Frankie Chan
- Société de production : Shaw Brothers
- Pays d'origine : Hong Kong
- Langue originale : mandarin
- Format : couleurs - 2,35:1 - mono - 35 mm
- Genre : drame politique
- Durée :
- Date de sortie : 1976

## Distribution
- Lisa Lu : l'impératrice douairière Ts'eu-hsi
- Ti Lung : l'empereur
- Hsiao Yao : la concubine Zhen
- Miao Tian : l'eunuque Li Lien-ying
- Ivy Ling Po : l'impératrice Jinfeng
- Chen Ping : la concubine Jin
- Yueh Hua : Tan Si-tong, un extrémiste dogmatique
- Ling Yun : Kang You-wei, un extrêmiste dogmatique
- Chiang Nan : le prince Duan, un homme d'État conservateur
- Ching Miao : ministre Yung Lu, un homme d'État conservateur
- Yang Chih-Ching : ministre Hsu Tung, un homme d'État conservateur
- Wang Hsieh : Kang Li, un extrêmiste dogmatique
- Ouyang Sha-fei : madame Duan
- Liu Hui-ling : Chun Shou